# 梶田昭
梶田 昭（かじた あきら、1922年12月2日 - 2001年1月7日）は、日本の医師、医学史家、東京女子医科大学名誉教授。

## 経歴
岐阜県岐阜市生まれ。地元の小学校に入学後1929年に東京・池袋の小学校に転校。1934年、府立五中（現：東京都立小石川中等教育学校）の受験に失敗し城西学園中学校入学。1938年、旧制一高文科受験に失敗し府立五中補習科へ。1939年旧制浦和高等学校理科へ入学。1942年東京大学医学部入学。
大学時代は太平洋戦争最中であり、学徒出陣壮行会にも参加。その一週間後、故郷・岐阜での徴兵検査に丙種合格も徴兵は免れる。戦後は原爆被害地の広島で研究班の一員として原爆症解剖にあたる。
1945年9月に東大医学部を繰り上げ卒業。東大病理学・物療内科教室での研修を経て、1946年に足尾銅山附属病院勤務。1947年、国立東京療養所（現：国立病院機構東京病院）医官。
1952年、血のメーデー事件に参加し逮捕。騒擾罪を問われるが不起訴処分となっている。共産党員であったとされているが定かではない。
1957年東北大学病理学教室助手、医学博士。1959年労働省労働衛生研究所。1961年より東京女子医科大学助教授。1964年病理学教授。
1988年定年退職、名誉教授。以後医学史研究に着手する。2001年、大動脈瘤破裂で死去。

## 著書
- 珪肺と結核 医学書院 1957 (結核新書)
- 小病理学 南山堂 1978.4
- 入門病理学 南山堂 1993.10
- 医学の歴史 2003.9 (講談社学術文庫)

## 翻訳
- 旧約聖書の医学 ヴィルヘルム・エプシュタイン 時空出版 1989.10
- 新約聖書とタルムードの医学 ヴィルヘルム・エプシュタイン 時空出版 1990.11
- 古代インドの苦行と癒し 仏教とアーユル・ヴェーダの間 ケネス・G.ジスク 時空出版 1993.6
- カール・フォン・リンネ 医師・自然研究者・体系家 ハインツ・ゲールケ 博品社 1994.2
- フィシオログス /オットー・ゼール 博品社 1994.6
- 人間と医学 ウルフほか 博品社 1996.9